# Emily Hobhouse
Emily Hobhouse (9 de abril de 1860 — 8 de junho de 1926) foi uma enfermeira britânica, militante progressista e pacifista conhecida pela campanha ativa que empreendeu contra os campos de concentração britânicos durante a Segunda Guerra dos Boers.

## Biografia
Nascida em Liskeard, na Cornualha, era filha de Reginald Hobhouse, um reitor anglicano, e de Caroline Trelawny.
Sua mãe morre quando ela tinha tinha 20 anos e Emily passou os 14 anos seguintes cuidando de seu pai, que tinha a saúde frágil. Quando ele finalmente faleceu, em 1895, ela deixou a Inglaterra para ir a Minnesota como enfermeira de crianças. Fica noiva de John Carr Jackson, com quem comprou um rancho no México. Arruinado, o casal se separa e ela retorna à Inglaterra em 1898.
Passa a se envolver em atividades políticas como membro do Partido Liberal. Com seu irmão, Leonard Hobhouse, promoveu campanha sufragista de voto das mulheres.
Após a eclosão da Segunda Guerra dos Bôeres, na África do Sul, em outubro de 1899, foi nomeada pelo deputado liberal Leonard Courtney, para chefiar o ramo feminino da Comissão de Conciliação da África do Sul.
No final do verão de 1900 percebeu que várias centenas de civis, entre mulheres e crianças boers, tinham sido vítimas de operações militares e estavam em grande pobreza. Emily, então, iniciou um fundo para ajudar as mulheres e crianças em perigo no país, ficando responsável pela supervisão de distribuição da ajuda.
Na chegada, descobriu a existência de 34 campos de concentração britânicos, e entre os milhares presos havia mulheres e crianças boers. Ela recebeu do governador da Colônia do Cabo, Alfred Milner, o fornecimento de dois vagões para atender às necessidades das famílias presas. Obteve ainda a permissão de Lord Kitchener para viajar a Bloemfontein.
Visitou o campo de concentração de Bloemfontein a 24 de janeiro de 1901, no qual ficou chocada com as condições de vida dos civis presos, incluindo a situação física e sanitárias, além das devastações causadas por bronquite, pneumonia, disenteria e febre tifóide.
Ficou especialmente tocada pelo sofrimento da pequena Lizzie van Zyl, uma criança boer que estava no limiar da morte "pela simples razão de que seu pai, um rebelde bôer, se recusou a se render." A menina faminta que só falava o idioma afrikaans, sequer se fazia entender pelos médicos do campo de concentração.

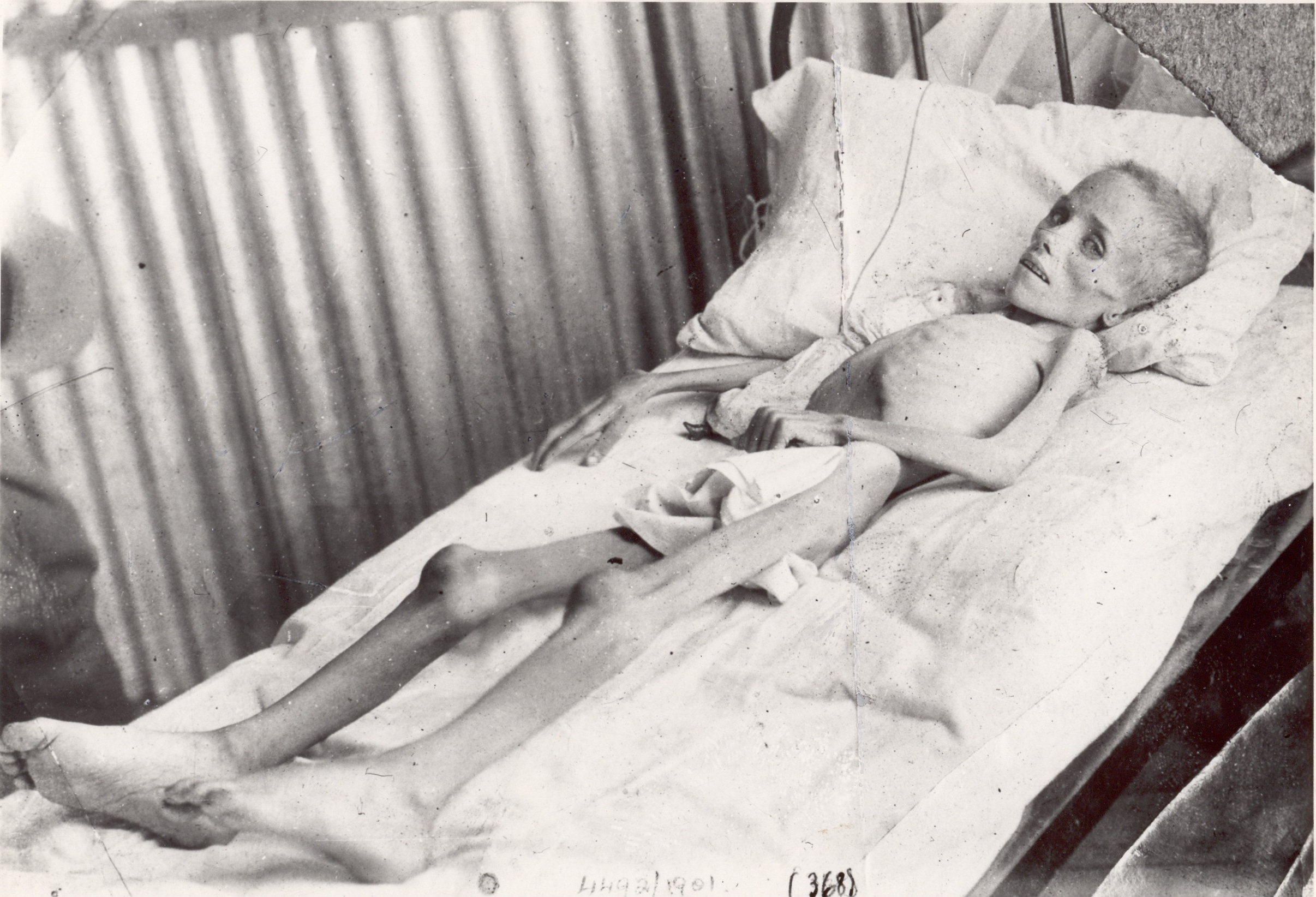
Lizzie van Zyl, criança bôer vitimada pela fome no campo de concentração

Profundamente chocada, Emily Hobhouse tentou aliviar a miséria e melhorar a vida daquelas pessoas ao reivindicar sabão, que inicialmente foi vetado por ser considerado um item de luxo, além de água potável, tendas e produtos de primeira necessidade.
Hobhouse também visitou acampamentos em Norvalspont, Aliwal Nord, Springfontein, Kimberley e os do Rio Orange nos quais constatou as mesmas cenas de desespero e miséria.
Em maio de 1901, quando voltava para a Cidade do Cabo, ficou particularmente tocada por uma mulher bôer, cujo filho estava morto em seus braços, e esperava na estação de Springfontein o trem que a levaria a um campo de concentração.
Ao retornar à Inglaterra, tentou sensibilizar a opinião pública, mas enfrentou críticas consideráveis e a hostilidade dos jornais e do governo. Foi acusada, portanto, de trair o esforço de guerra nacional. No entanto, sua campanha começou a sacudir uma parcela da opinião pública, chocada com as descrições que fizera dos campos de concentração na África do Sul. Então, recebeu mais apoio financeiro para a sua assistência de financiamento para as vítimas de guerra.
Após Emily apresentar um relatório de 15 páginas, o governo britânico resolveu promover uma comissão sob a responsabilidade de Millicent Fawcett para investigar as condições de vida nos campos de concentração. O comitê confirmou as acusações de Emily Hobhouse e fez numerosas recomendações, tais como a melhora da dieta e equipamentos médicos.
A enfermeira retornou à Cidade do Cabo, em outubro de 1901, mas não teve permissão para desembarcar, sendo repatriada para a Inglaterra. Mudou-se então para a França, onde escreveu o seu livro "O impacto da guerra" sobre sua experiência sul-africana.
Anos mais tarde, durante uma reunião com generais bôeres, Hobhouse soube que sua descrição da situação dos internados contribuíra para a decisão final para a assinatura do Tratado de Vereeniging.
Em 1902, ao fim da guerra, decidiu ajudar na reconstrução e reconciliação da África do Sul. Em 1905, voltou ao país com o maquinário necessário para ensinar as mulheres bôeres a arte da costura e da tessitura. A primeira escola foi aberta em Philippolis no Estado Livre de Orange. No fim, foram 27 escolas em Transvaal e no Estado Livre de Orange.
Emily tomou parte de coração pela independência da Índia e ficou muito entristecida quando os boers manifestaram a própria indiferença, enquanto povo que havia combatido em prol da liberdade. Sustentou abertamente o ideal de Gandhi em 1913.
O presidente Steyn a convidou para a cerimônia de inauguração do National Women's Memorial que ocorreu a 16 de dezembro de 1913, mas por causa de suas precárias condições de saúde, não pôde participar. Em 1921, por iniciativa da senhora Steyn, lhe foi concedida uma soma em dinheiro que Emily utilizou, como expressamente recomendado na carta, para comprar uma casa na sua cidade natal.
Hobhouse era uma pacifista que tentou se opor à eclosão da Primeira Guerra Mundial. Depois disso, foi sob sua iniciativa que milhares de mulheres e crianças foram resgatadas na Europa Central durante mais de um ano para evitar a fome.
Hobhouse morreu em Londres, em 1926, e suas cinzas foram colocadas em uma cavidade formada no monumento nacional para as mulheres de Bloemfontein.
Emily Hobhouse recebeu muitas homenagens de sul-africanos, especialmente os bôeres que a veneraram. Foi eleita cidadã honorária por sua ação humanitária.
Uma cidade do Estado Livre de Orange foi nomeada em sua honra, além de um submarino de ataque.

## Obras
- The brunt of the war and Where It Fell, (1902), Methuen + Co, Londres;